# 奇異雑談集

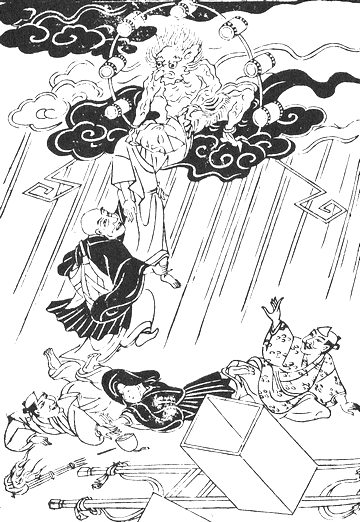
著者不詳『奇異雑談集』より「越後上田の庄にて、葬りの時、雲雷きたりて死人をとる事」

『奇異雑談集』（きいぞうだんしゅう）は、江戸時代の説話集・奇談集である。編著者は不明。貞享4年（1687年）、京都の茨木多左衛門から出版された。版行以前に書かれたとみられる写本も確認されており、その祖型の成立はそれ以前であると見られている。
冨士昭雄は、撰述者は新渡の漢籍にも触れ得た、京都東寺所縁の僧侶だろうと推測している。
諸国の奇談や怪異の説を収録しており、いくつかの話には挿絵がつけられている。序文には「唐土本朝怪異之説ヲ録（しる）シテ以テ後人ニ遺（のこ）ス」とあり、中国の小説集『剪灯新話』から翻訳された話なども収録されている。

## 注・出典
1. ↑  冨士昭雄『奇異雑談集の成立』（『駒澤國文』9号、1972年5月 ）10-20頁pdf
2. ↑  高田衛 編・校注 『江戸怪談集 上』（岩波書店、1989年） 369-397頁 ISBN 4-00-302571-7
3. ↑  冨士昭雄、ふじあきお、1931年生 駒澤大学 名誉教授。日本近世文学。
4. ↑  『奇異雑談集の成立』、p.19 。
5. ↑  例えば『剪灯新話』から3作、「姉の魂魄妹の体をかり夫に契りし事」は「金鳳釵記」の、「女人死後男を棺の内へ引込ころす事」は「牡丹燈記」の、「弓馬の徳によって申陽洞に行三女をつれ帰り妻として栄花を致せし事」は「申陽洞記」の翻訳である。出典：飯塚朗 他 訳 『剪燈新話、剪燈余話、西湖佳話(抄)、棠陰比事』 1969年 平凡社 中国古典文学大系 39 p.491、ISBN 9784582312393 。